# Polytechnische Oberschule

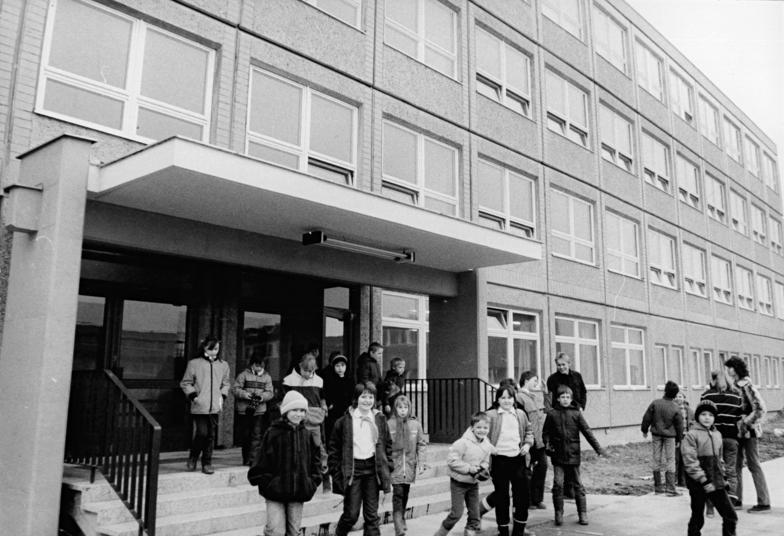
Polytechnische Oberschule in Berlin-Marzahn 1984

Die polytechnische Oberschule (Abkürzung POS) war die allgemeine Schulform im Schulsystem der DDR und umfasste zehn Klassen. Sie entstand 1959 aus einer Reform der achtjährigen Grundschulen bzw. zehnjährigen Mittelschulen. Konzeptionell handelte es sich um eine einheitliche zehnjährige Gemeinschaftsschule ohne innere oder äußere Differenzierung während des regulären Unterrichts, so dass der Klassenverband – abgesehen von Abiturabgängern zur Erweiterten Oberschule (EOS) und zu den Spezialschulen unterschiedlicher Richtung – stabil über alle Schuljahre erhalten blieb.

## Einschulung und Abschluss
Zur vorschulischen Erziehung sah der Gesetzgeber Kindergärten und andere Einrichtungen vor, die örtlich organisiert wurden. Es bestand keine Pflicht zum Besuch dieser Einrichtungen als Kriterium für die Einschulung in die POS. Der Besuch dieser Einrichtungen war vielmehr mit der sich entwickelnden Berufstätigkeit beider Elternteile notwendig für die Betreuung der Kinder.
Die Einschulung in die POS erfolgte mit sechs oder sieben Jahren. Wer bis zum 31. Mai eines Jahres sechs Jahre alt wurde, wurde in demselben Jahr eingeschult, die später Geborenen im Folgejahr. Noch nicht schulreife Kinder konnten ein Jahr zurückgestellt werden. Auf Antrag der Eltern war auch eine Einschulung im selben Jahr für bis zum 31. August Geborene möglich. 
Der Abschluss der 10. Klasse einer POS berechtigte zur Aufnahme einer Berufsausbildung zum Facharbeiter in einem Betrieb und zum Fachschulstudium.

## Die Bezeichnung „polytechnische Oberschule“ und ihre Besonderheiten

Schulsystem in der DDR

Amtlich hieß die POS seit ihrer Einführung im Gesetz über die sozialistische Entwicklung des Schulwesens 1959 zehnklassige allgemeinbildende polytechnische Oberschule, verkürzt polytechnische Oberschule. Das Attribut polytechnisch wurde vorerst kleingeschrieben. Das Ministerium für Volksbildung bezeichnete die POS in den amtlichen Dokumenten allerdings des Öfteren uneindeutig als Oberschule. Mit dem Gesetz über das einheitliche sozialistische Bildungssystem 1965 änderte sich der ministerielle Schriftgebrauch von polytechnische Oberschule in Polytechnische Oberschule.
Die komplexe Bezeichnung „zehnklassige allgemeinbildende polytechnische Oberschule“ enthielt bereits Teile der neuen Eigenschaften der Schule im Namen.
- Das Attribut zehnklassig beschreibt die Schule als integrativen Schultyp ohne Gliederung und institutionelle Separation und Selektion, welcher die Klassen 1 bis 10 umfasste und somit eine vollausgebaute Schule ohne Mehrstufenklassen darstellte.
- Das Attribut allgemeinbildend beschreibt die Ausrichtung der Schule. Das Ziel war eine moderne, allseitige Allgemeinbildung, die keine Geringschätzung bestimmter Fächergruppen zuließ. Auch eine neigungsdifferenzierte Spezialisierung und damit Verengung der Schulbildung zum Beispiel in einem Kurssystem wurde abgelehnt.
- Das Attribut polytechnisch beschreibt die Idee des allgegenwärtigen polytechnischen Unterrichts und die daraus folgende Verbindung von geistig-schöpferischem Denken und praktisch-produktiver Arbeit sowie gesellschaftlich-nützlicher Tätigkeit als grundlegendes Charakteristikum der Schule.
- Der in der deutschen Bildungstradition herausgehobene Begriff der Oberschule stellte den kompliziertesten Bestandteil der Namensgebung dar. Eine Oberschule war eine höhere Lehranstalt. Eine höhere Schule lehrte höhere Bildung und wurde streng von der Grundschule und der Volksschule getrennt. Im engeren Sinne galten deswegen nur Gymnasien, Realgymnasien und seit dem Ende des 19. Jahrhunderts Oberrealschulen als höhere Lehranstalt, die außerdem noch mit dem Abitur abschlossen. Oberschulen in diesem Sinne sowie dem gegliederten Schulsystem überhaupt wurde von der politischen Linken der Vorwurf gemacht, zu selektiv und damit verbunden ungerecht zu sein und den unteren Schichten und den ärmeren Milieus keinen oder nur sehr erschwert Zugang zu gewähren.

Die Einheitsschule in Form einer Oberschule zu konstruieren, bedeutete die Beendigung der institutionellen Trennung von Primar- und Sekundarbildung und dehnte eine Vielzahl der Lehrinhalte des Gymnasiums in die Klassen 1 bis 8 aus. Weil neben der polytechnischen Oberschule keine Grundschule und keine Mittelschule mehr existierte, erhielten auf diese Weise alle Kinder einheitlich Zugang zu oberschulischer Bildung, was eine bis heute einmalige Veränderung des Schulwesen auf deutschem Boden bedeutet. In der POS war aber anders als im Gymnasium nur eine Fremdsprache obligatorisch, dafür waren die Naturwissenschaften stärker vertreten.

## Geschichte

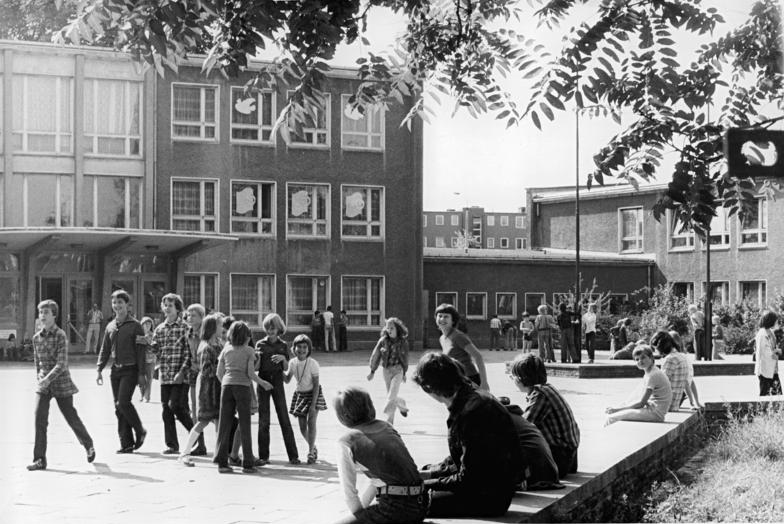
Schulhof der Heinrich-Heine-Oberschule in Berlin-Mitte (September 1979)

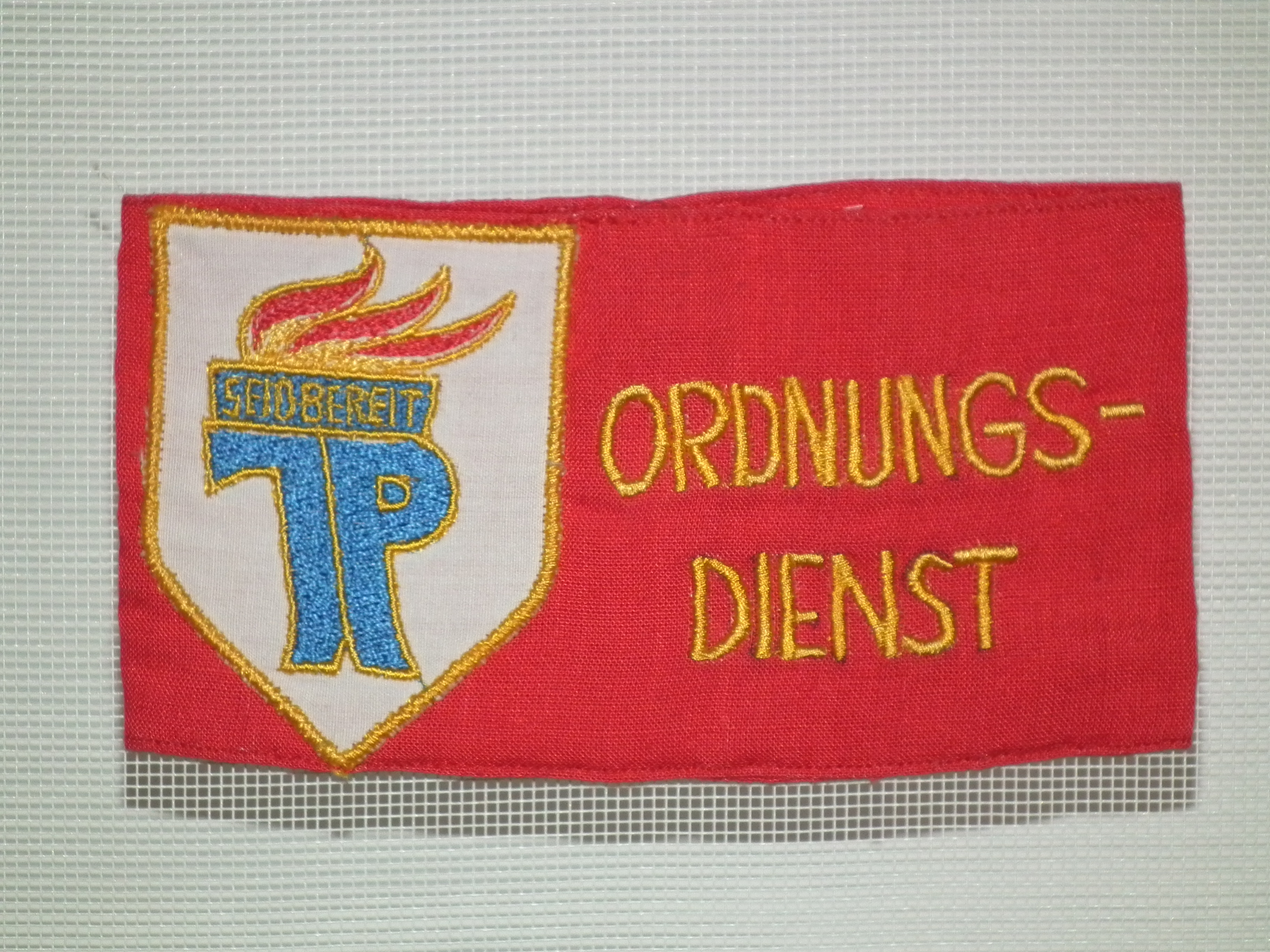
Kennzeichen für den Ordnungsdienst-Habenden in einer Klasse

Die Einführung der polytechnischen Oberschule als Schulform fällt in den Abschluss der Phase des Aufbaus der sozialistischen Schule (1949–1962). Sie ersetzte die bis dahin in der Sowjetischen Besatzungszone und der DDR als Einheitsschule existierende achtjährige Grundschule.
Pädagogische Grundlage für die POS war das Konzept des polytechnischen Unterrichts, in dem sich idealerweise in allen Fächern theoretisch-durchdringendes und praktisch-umgestaltendes Tun verbinden sollten. An der Konzeption beteiligte Pädagogen der DDR formulierten dabei als Ziel, dass den Schülern „Liebe zur Arbeit“ nahegebracht werden sollte und dass man fächerübergreifend an Erfahrungen anknüpfen werde, die die Schüler während des Unterrichtstages in der Produktion gesammelt haben würden. In Vorbereitung auf die Etablierung der POS wurde zunächst ohne langen Vorlauf für das Schuljahr 1958/59 eine neue Stundentafel eingeführt, die das neue Schulfach Einführung in die sozialistische Produktion in Industrie und Landwirtschaft (ESP), verbunden mit wöchentlich einem Tag praktischen Unterrichts in der Produktion, enthielt.
Im Januar 1959 wurden auf einer Tagung des Zentralkomitees der SED die Thesen „Über die sozialistische Entwicklung des Schulwesens in der Deutschen Demokratischen Republik“ verabschiedet, die noch einmal die Umgestaltung des Schulwesens im Sinne des polytechnischen Unterrichts bekräftigten und sie programmatisch untermauerten: „Es geht darum, die Schule in organisatorischer Weise zur sozialistischen Schule umzuwandeln. […] Deshalb wird der Vorschlag unterbreitet, eine zehnklassige, allgemeinbildende polytechnische Oberschule aufzubauen.“ Auf Grundlage dieser Thesen verabschiedet die Volkskammer am 2. Dezember 1959 das Gesetz über die sozialistische Entwicklung des Schulwesens in der Deutschen Demokratischen Republik. Mit der Gründung der POS ging die Verabschiedung einer neuen Schulordnung am 12. November 1959 (die bereits die enge Zusammenarbeit zwischen Schulen und Betrieben regelt) einher.
Das Gesetz von 1959 garantierte außerdem in den zweisprachigen Teilen der Bezirke Cottbus und Dresden Unterricht an den betreffenden POS auch in sorbischer Sprache.
Zunächst umfasste das Regelsystem der POS nur die Klassen eins bis acht, das bedeutete, dass die nach und nach eingeführte 9. und 10. Klasse nicht zur Regelschulzeit zählte. Insbesondere in Städten gab es diese Klassenstufen, wenn auch nicht in jeder Schule. Erst Anfang der 1970er Jahre wurde mit einer nochmals umfassenden Neustrukturierung des Bildungssystems der DDR die Regelschulzeit auf 10 Jahre verlängert, womit auch die Klassen 9 und 10 in die POS integriert wurden.

## Der innere Aufbau der POS
Die POS wurde nach innen in eine Reihe von Stufen gegliedert. Dieses Stufensystem erfuhr mehrmals eine Änderung in den verschiedenen Perioden der DDR-Bildungspolitik. Generell ist es nicht mit den Schulstufen der westdeutschen Schule vergleichbar, weder vom Ansatz her noch in den Bezeichnungen. Das Stufensystem war zunächst eine Erscheinung aus vergangener Weimarer Schultradition, ohne im Schulalltag irgendwie konkret institutionalisiert zu sein, denn bereits die Auflösung des gegliederten Schulsystems 1946 schuf eine einheitliche achtklassige Schule. Somit diente das Stufensystem als Verfeinerung auf dem Papier und in den Lehrplänen, um die Verwaltungsarbeit, die Steuerung des Lehrplanes, die Organisation der Stundentafel und des Unterrichtes pragmatischer und leichter gestalten zu können. 1982 verschwand die Stufung de facto völlig, und es existierte nur noch eine in allen Aspekten von Klasse 1 bis 10 „organisch gelenkte Oberschule für alle Kinder“. Im engeren Sinne zeigte das Stufensystem deutlich die reformpädagogischen Einflüsse, die in der polytechnischen Oberschule existierten, denn die Lehrpläne und die Konzeption der Stufen beachteten die Spezifik des Älterwerdens und der Entwicklung der Kinder, so dass eine kindgerechte und dem Kind zugewandte Bildungs- und Erziehungsarbeit gewahrt werden sollte.

### Unterstufe
Die Unterstufe umfasste

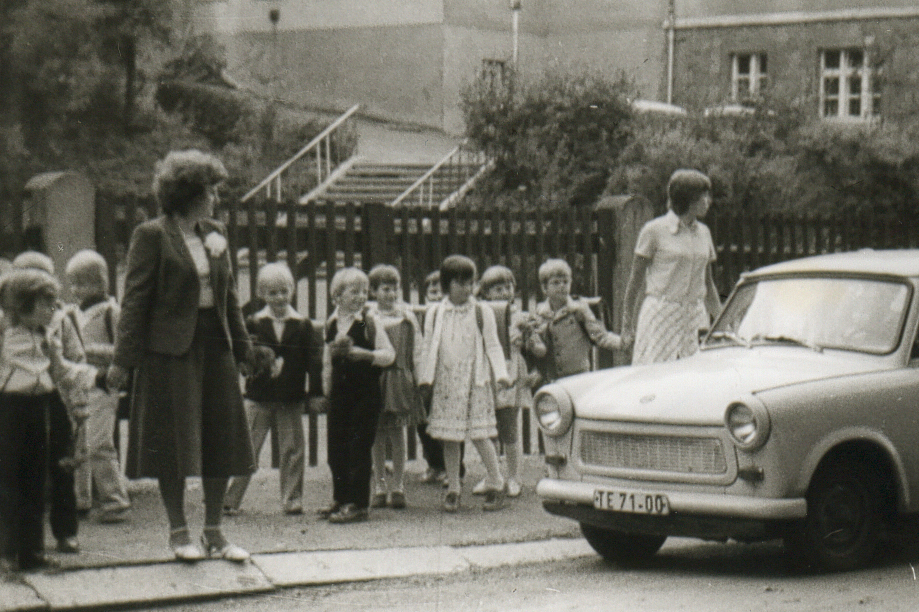
Schulanfang in der DDR, 1980

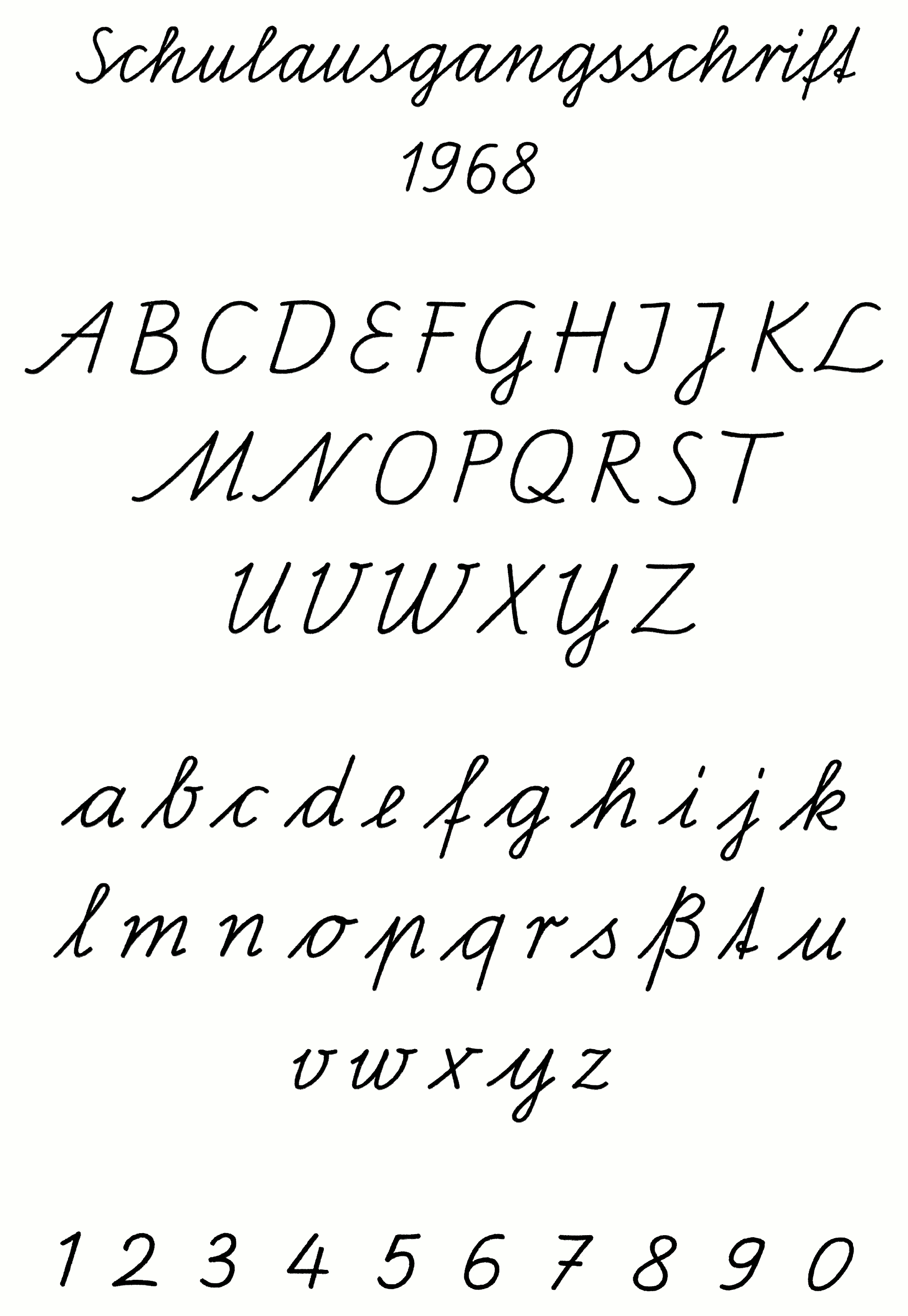
Schriftproben der Schulausgangsschrift, die in der Unterstufe ab 1968 gelehrt wurde

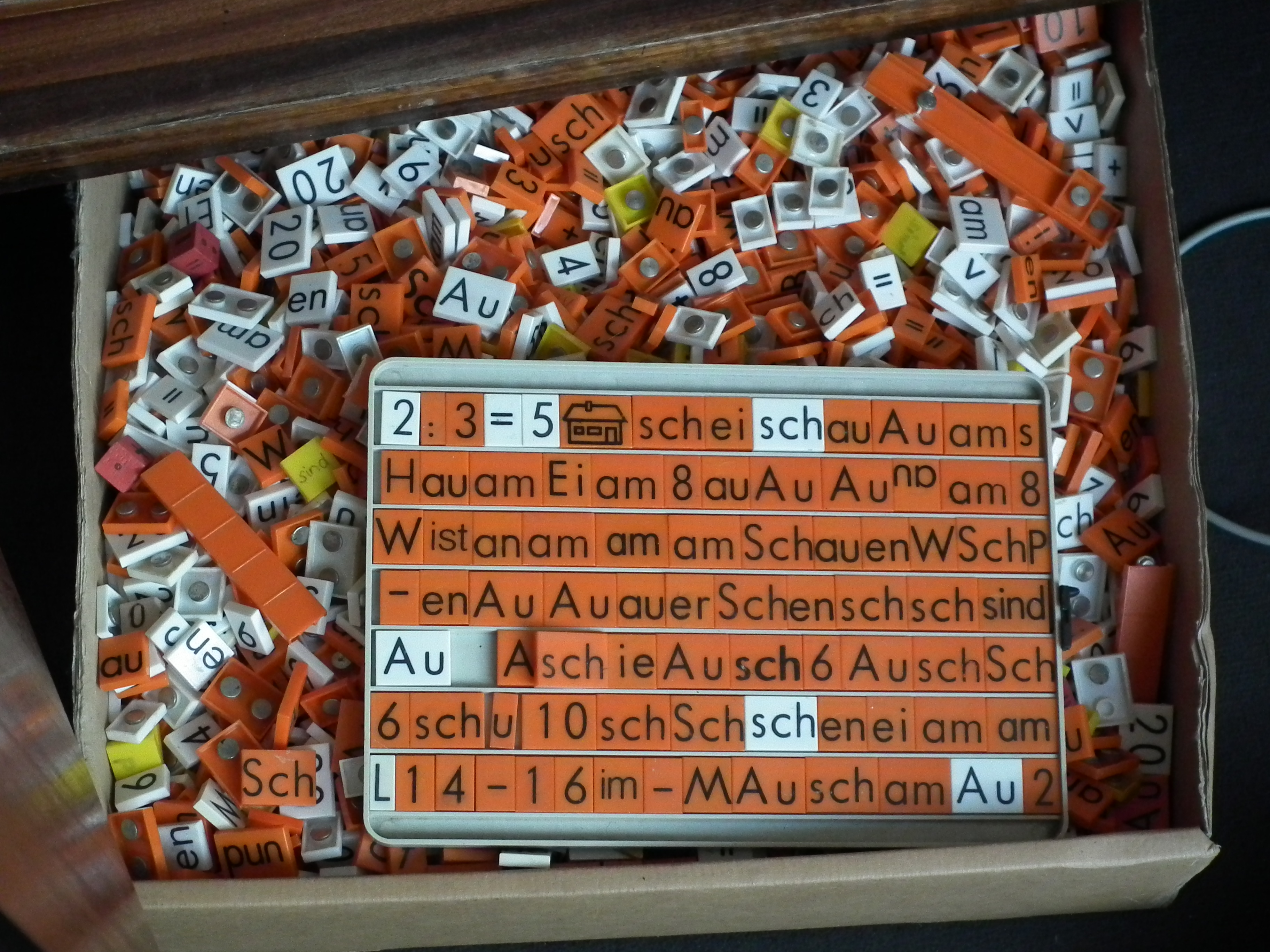
Magnetische Buchstaben und Silben für Übungen in der Unterstufe

- von 1946 bis 1970 die Klassen 1 bis 4,
- mit Ende der Einführung des neuen Lehrplanwerks 1971 die Klassen 1 bis 3.

Gelehrt wurden neben deutscher Sprache und Literatur, Heimatkunde, Rechnen bzw. Mathematik auch die musischen Fächer Zeichnen und Musik sowie das Fach Körpererziehung bzw. Sport. Die polytechnischen Fächer der Unterstufe waren Schulgarten, Werken und Nadelarbeit. Den Nähunterricht gab es pflichtmäßig für Mädchen und Jungen in der 3. und 4. Klasse; ab Anfang der 1980er Jahre jedoch nur noch als fakultativen Unterricht. In der 1. Klasse wurde außerdem das Fach Schönschreiben zur Einübung der Schreibschrift gegeben.
Der Unterricht wurde in der Regel durch Lehrer für die unteren Klassen („Unterstufenlehrer“) nach dem Klassenlehrer- und Klassenleiterprinzip abgedeckt, d. h., die Fächer Deutsch (mit den Lehrgängen Lesen, Schreiben, Rechtschreibung und Grammatik, mündlicher und schriftlicher Ausdruck und Heimatkunde), Mathematik wurden von einem einzigen Lehrer gegeben, der einen Klassenverband auf diese Weise von der 1. bis zur 4. Klasse begleitete. Darüber hinaus hatte jeder Lehrer für eines oder mehrere der Fächer Schulgarten, Werken, Kunsterziehung, Musik oder Sport eine Spezialisierung, in der er mehrere Unterstufenklassen unterrichtete. Die Unterstufenlehrer erhielten in der DDR eine stark pädagogisch-praktisch orientierte Ausbildung an den Instituten für Lehrerbildung (IfL) und unterrichteten in den Klassen 1 bis 4. Sie bekamen neben der pädagogischen und psychologischen sowie auf Methodik ausgerichteten Ausbildung in den Fächern Mathematik und Deutsch auch eine gleichberechtigte Drittfachausbildung für Sport, Werken, Kunsterziehung, Schulgarten oder Musik. Die für das Fach Werken ausgebildeten Unterstufenlehrer erhielten im Unterschied zu den anderen Fächern die Befähigung, in diesem Fach Schüler bis zur 6. Klasse zu unterrichten. Dafür wurden spezielle Räumlichkeiten für die unterschiedlichen handwerklichen, künstlerischen sowie theoretischen Arbeiten eingerichtet.
Teil des Sportunterrichts oder der Ferienbetreuung war entsprechend den örtlichen Möglichkeiten bereits in der Unterstufe, typischerweise in der 3. Klasse, der Schwimmunterricht und vereinzelt auch der Eislaufunterricht. Da Schwimmen ab der 5. Klasse als Teilnote mit in die Sportnote einging, wurde es den Schülern schulischerseits spätestens in der 4. Klasse ermöglicht, das Schwimmen zu erlernen. Das geschah entweder während des Sportunterrichts oder in mehrtägigen Lehrgängen während der Schulferien („Schwimmlager“). Um das kommunal orientierte Schulnetz zu stärken, das 1988 auch in vielen 1000-Einwohner-Dörfern eine (oft einzügige) Oberschule unterhielt und deswegen in der Bevölkerung enormen Zuspruch und Rückhalt genoss, forcierte die DDR vor allem auf dem Lande den Bau eines einheitlichen Turnhallen- und Schwimmhallengebäudetyps (25-m-Becken). Planungen sahen vor, mittelfristig (ca. Ende der 1990er Jahre) jeder Schule eine eigene, direkt angeschlossene Turnhalle zu bauen und mittels günstiger Standortwahl unproblematischen Zugang zu Schwimmhallen zu ermöglichen. Vor allem in den südlichen Bezirken der DDR und in der Oberlausitz war dieses Ziel bereits Ende der 1980er so gut wie erreicht, so dass dort umfangreicher Sportunterricht im Turnen und Schwimmen die Normalität war.
Viele Kinder der Unterstufe besuchten nach dem Unterricht den Hort, den es an jeder Schule gab und der die Hauptform der Nachmittagsbetreuung für Schulkinder in der DDR war. Die Kinder wurden teilweise im selben Raum betreut, in dem sie vormittags Unterricht hatten, es gab jedoch häufig eigenständige Hortanlagen außerhalb der Schulen oder in separaten Flügeln der Schulgebäude. Die Erzieher, die ebenfalls ein Fachschulstudium an den Instituten für Lehrerbildung bzw. den pädagogischen Instituten absolviert hatten und im Grunde Lehrer für ein Fach der Unterstufe darstellten, arbeiteten eng mit dem Klassenleiter zusammen, so dass nachmittäglich auf Defizite und Stoffprobleme von Schülern eingegangen werden konnte. Diese Kooperation von Lehrer bzw. Klassenleiter und Erzieher bremste einerseits nicht den straffen Fachunterricht der Einheitsschule und bot andererseits genügend Raum, zurückbleibende Schüler frühzeitig auszumachen und dann koordiniert bzw. gezielt fördern zu können. Die Maßnahmen geschahen in Beratung mit den Eltern, die über die aufgestellte, planmäßige Förderung informiert wurden. Als Indikator galten DDR-typisch der Zensurendurchschnitt und das gemeinschaftliche Verhalten der Unterstufenschüler.
In der Unterstufe setzten seit Anfang der 1950er Jahre auch Interessenszirkel und Arbeitsgemeinschaften ein, die den Kindern am Nachmittag eine reichhaltige und breitgefächerte Freizeitgestaltung boten. Neben verschiedenen sportlichen Angeboten gab es vor allem Arbeitsgemeinschaften musischer Ausrichtung, d. h. Kunst, Musik, Bildhauerei, und solche für Mathematik-Naturwissenschaften-Technik.
Mit der Schule zumeist eng verwoben war die Mitgliedschaft in der Pionierorganisation Ernst Thälmann, in die die meisten Schüler zumeist in einer von der Schule organisierten Feierstunde während der 1. Klasse als Jungpioniere eintraten, deren äußeres Merkmal dann ein für festliche Anlässe zu tragendes blaues Halstuch war. Ab der vierten Klasse begann die zweite Stufe des Pionierseins, das der Thälmann-Pioniere, deren unterscheidbares Merkmal neben der Pionierkleidung ab 1973 ein rotes Halstuch war. Dieses Halstuch wurde bis einschließlich zur 7. Klasse getragen. Zu den regelmäßigen Programmen gehörten neben Pioniernachmittagen das Erstellen von Wandzeitungen zu verschiedenen Anlässen, Unterschriftensammlungen für politisch inhaftierte Menschen wie beispielsweise Nelson Mandela und Angela Davis, aber auch die Teilnahme an nachmittäglichen Altstoffsammlungen als Spendenaktionen. Mitunter war es aber auch nur ein geselliges Zusammensein außerhalb des Unterrichts. Die Einbeziehung gesellschaftlicher Organisationen wie die der Pioniere und später der FDJ in das Schulleben war gesetzlich verankert.

### Mittelstufe

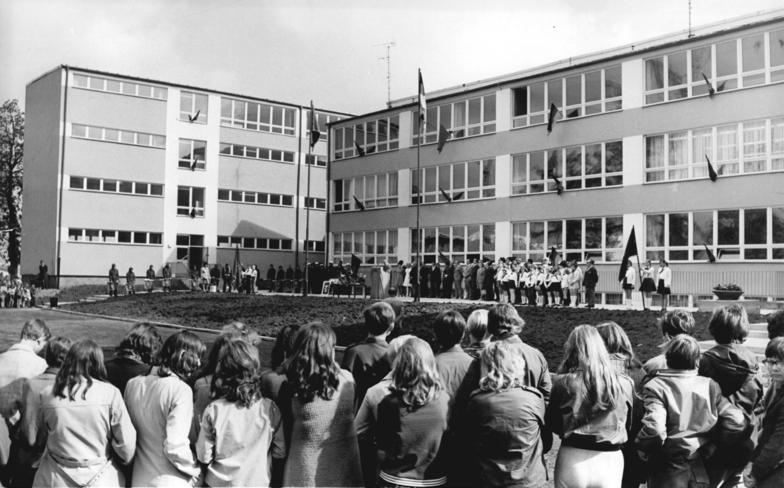
Fahnenappelle gab es zum Schuljahresbeginn (Anfang September) und zu besonderen Anlässen, wie hier bei der Einweihung der 39. POS in Erfurt, einem 1972 erbauten Typenschulbau

Die Mittelstufe begann formal mit der 4. Klasse. Die 4. Klasse sollte eine Brückenfunktion zwischen Unterstufe und Mittelstufe übernehmen und die Schüler auf die ausdifferenzierten Unterrichtsfächer sowie auf ihre erste Fremdsprache vorbereiten. In den Schulen unterschied sie sich aber inhaltlich nicht von der Unterstufe. Auch unterrichteten die Unterstufenlehrer bis zur 4. Klasse, so dass praktisch die Mittelstufe erst mit der 5. Klasse anfing.
Mit der Neustrukturierung des Bildungssystems in den späteren 1970er Jahren und der Abkehr von den Stufen entfiel auch die Mittelstufe als solche. Das Lehrplanwerk etablierte endgültig eine einheitliche, organische Linienführung des Fachunterrichtes von Klasse 1 bis 10, so dass die Kinder nicht mehr in Übergängen von Stufe zu Stufe, sondern fließend von Klasse zu Klasse gesehen werden sollten. Allerdings wurden weiterhin die Eigenheiten des Bildungs- und Erziehungsprozesses in den unteren Klassen betont und gesondert im Lehrplanwerk erläutert. Indes erfolgte eine sukzessive Gleichstellung der Lehrer für die unteren Klassen mit den Diplomlehrern, da das Fachschulstudium zum Unterstufenlehrer auf fünf Jahre ausgebaut wurde.
Ab Klasse 5 setzte das Fachlehrerprinzip ein; der Lehrplan sah Unterricht in den Fächern Deutsche Sprache und Literatur, Mathematik, Biologie und Geographie, Werken, Geschichte, Kunsterziehung, Musik und Sport vor, ab der 6. Klasse außerdem Physik.
Ab 1951 war Russisch für alle Schüler die erste Fremdsprache, vorher konnten die Schüler zwischen Englisch, Französisch und Russisch als Fremdsprache wählen. Diese Wahlmöglichkeit bestand jedoch nur auf dem Papier, da nach dem Zweiten Weltkrieg nicht genügend ausgebildete Lehrer existierten, um dieses Angebot überall zu gewährleisten. Werken wurde als Unterrichtsfach bis zur 6. Klasse aus der Unterstufe übernommen und meist von ausgebildeten Unterstufenlehrern unterrichtet. Der heimatkundliche Deutschunterricht begann eine zunehmende Integration der Teildisziplinen und enthielt noch die Lehrgänge Grammatik und Orthographie, mündlicher und schriftlicher Ausdruck sowie Literatur.

### Oberstufe

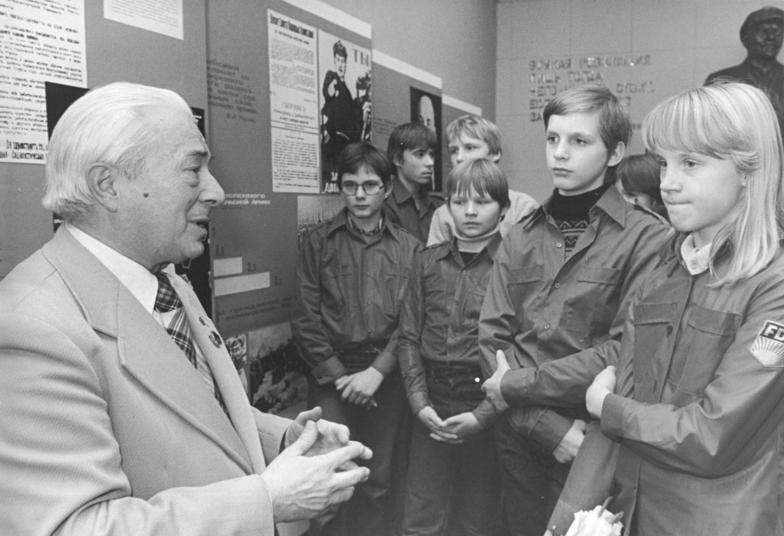
Schüler der 23. Polytechnischen Oberschule Artur Becker Berlin-Lichtenberg Klasse 8a zu Besuch im Armeemuseum Karlshorst. Zehn Schüler wurden während dieser Jugendstunde als Mitglieder in die Gesellschaft für Deutsch-Sowjetische Freundschaft aufgenommen (1981)

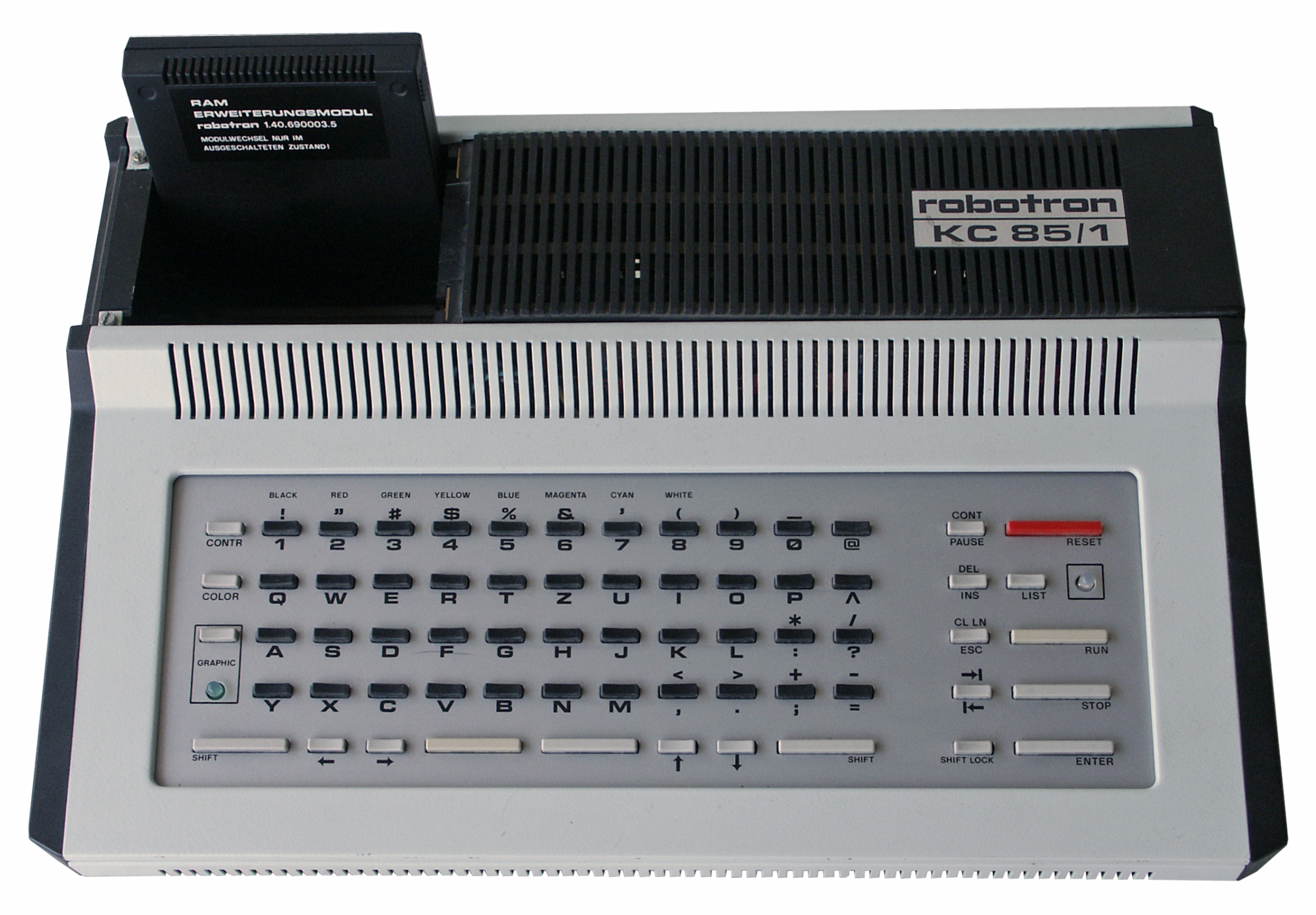
Im Fach Informatik konnte ab den späten 1980er-Jahren am Kleincomputer die Programmiersprache BASIC erlernt werden.

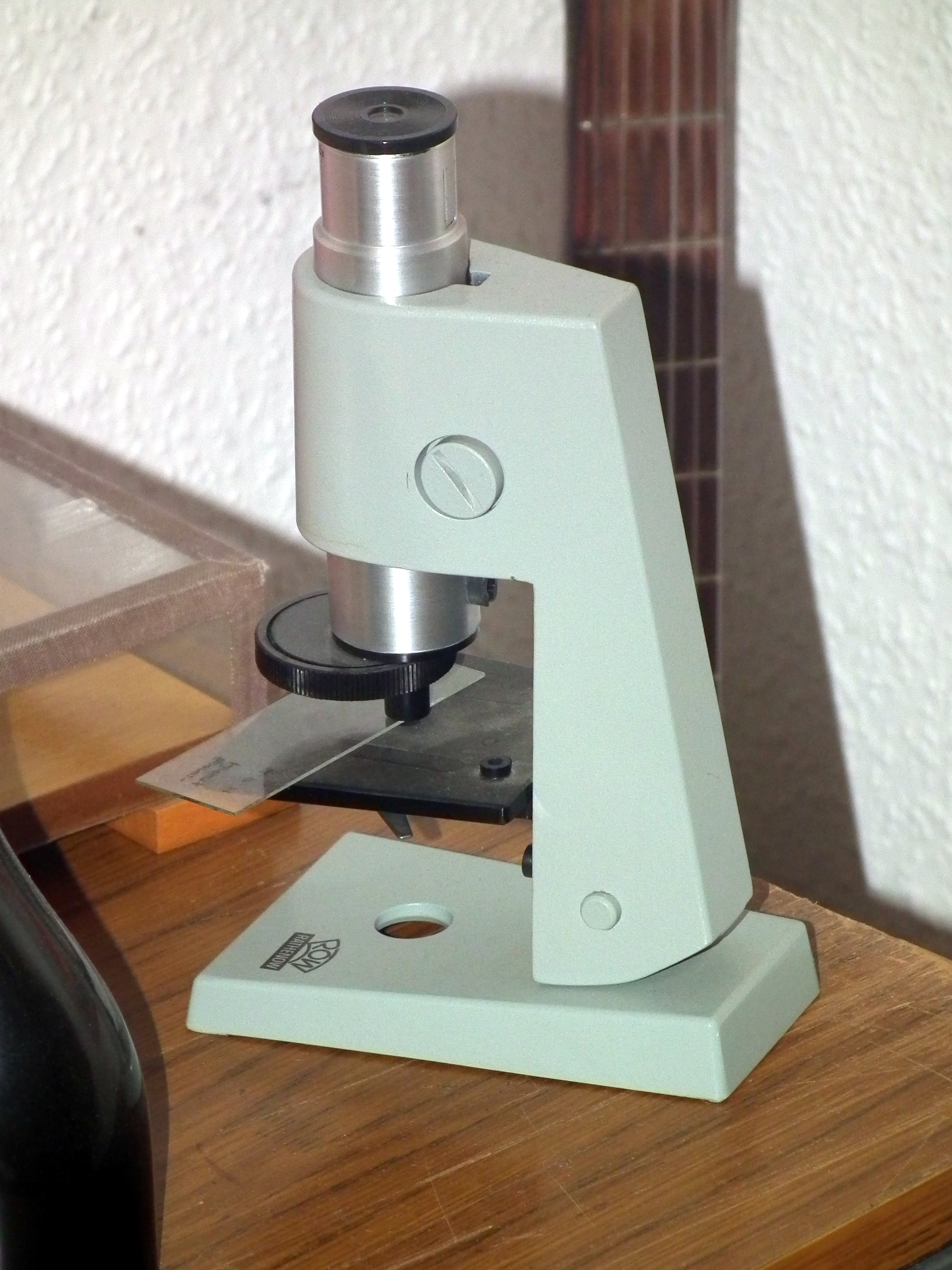
Schulmikroskop von ROW

Die Oberstufe umfasste im Sprachgebrauch der DDR die Klassen nach der Unterstufe und vor der Abiturstufe. Das Aufkommen der Mittelstufe 1971 weichte dies auf, doch mit der abermaligen Reform des Lehrplanwerkes 1982/90 entfiel die Bezeichnung zusammen mit den anderen. In der Oberstufe war der naturwissenschaftliche Unterricht voll ausgebaut; in der 7. Klasse kam Chemie als vierte Naturwissenschaft hinzu. Der beliebte Astronomieunterricht vervollständigte in der 10. Klasse die Stundentafel.
Der polytechnische Unterricht erreichte ebenfalls den höchsten Ausbau. Werken fiel fort; neben TZ (Technisches Zeichnen) wurden ESP (Einführung in die sozialistische Produktion: Konstruktion, Mechanik, Maschinenbau, Elektronik, Mikroelektronik) und UTP (Unterrichtstag in der Produktion) erteilt. UTP wurde ab 1971 PA (Produktive Arbeit) genannt. Das Lehrplanwerk von 1959 unterschied umfassend in Land- und Stadtschulen, sodass zwei verschiedene Ausrichtungen existierten: industriell-schwerindustriell und agrartechnisch. Der PA-Unterricht variierte somit je nach örtlichen Gegebenheiten. Während die Schüler in städtischen Gebieten in Industriebetrieben handwerklich geschult, in industrieller Massenfertigung, Maschinenkunde und Automatisierungstechnik unterwiesen wurden und in den oberen Klassen der Oberstufe auch Einsätze in der realen Produktion hatten, konnten Schüler in ländlichen Gebieten in der landwirtschaftlichen Produktion oder der Agrochemie arbeiten. Das Traktor- oder Mähdrescherfahren zu lernen, war in der LPG bzw. MTS ebenfalls möglich, sodass die PA auch maschinisierte Tätigkeiten der Feldarbeit umfassen konnte. In den späten 1980er-Jahren kam Unterricht in Rechen- und Informationstechnik/Informatik hinzu, wo Grundkenntnisse der Mikrocomputertechnik und in der BASIC-Programmierung vermittelt wurden. Die Einbindung der Informationstechnologien geschah im Vergleich zur Bundesrepublik defensiv. Der fakultative Unterricht in Informatik sollte Anfang der 1990er-Jahre in einen obligaten, regulären Unterricht umgebaut werden. An der EOS geschah dies bereits ab dem Schuljahr 1989/90.
Ebenfalls konnte eine weitere Fremdsprache fakultativ belegt werden. Für den Wechsel zur EOS war diese notwendig, so dass Schüler, die sich Chancen auf die Zulassung zur EOS ausrechneten und das Abitur ablegen wollten, diesen fakultativen Unterricht auf jeden Fall besuchten. Auch andere Schüler konnten die zweite Fremdsprache wählen; allerdings wurde Schülern mit großen Problemen in Deutsch oder Russisch die Teilnahme erschwert oder in der Regel ganz verwehrt. Das Angebot zur zweiten Fremdsprache war beliebt und gut frequentiert.
Die meisten Schulen boten als zweite Fremdsprache Englisch an, einige auch Französisch oder sehr selten Spanisch. Mehrere zweite Fremdsprachen parallel wurden kaum angeboten. Dies ist zum einen mit einem Mangel an Französischlehrern zu begründen, zum anderen damit, dass die Englischkurse viel beliebter waren. In den 1980er-Jahren stieg der Anteil der Schüler, die Englisch als zweite Fremdsprache lernten, auf über 70 % an. Da aber etwa 15 % der Abiturienten Grundkenntnisse in Französisch besitzen sollten, wurde deshalb an den sogenannten Französisch-Schulen häufig kein Englisch gelehrt. Die Schüler, die später das Abitur ablegen wollten, mussten somit Französisch als zweite Fremdsprache lernen oder die Schule wechseln. Um den Klassenverband zu erhalten, wurde die zweite Fremdsprache in einer Randstunde – am Nachmittag oder auch in einer sogenannten nullten Stunde, das heißt vor Beginn des eigentlichen Unterrichts – gelehrt. Das DDR-Bildungsfernsehen hatte dazu eigens eine Sendereihe English for you aufgelegt, die am frühen Nachmittag gesendet wurde.
Ab der 9. Klasse wurde seit 1978 das obligatorische, aber nicht benotete Fach Wehrunterricht – zumeist als Blockveranstaltung – gelehrt. Dieses beinhaltete eine vormilitärische Ausbildung in Form von Unterricht über die Grundlagen der „sozialistischen Landesverteidigung“, der teilweise von NVA-Offizieren gehalten wurde. Der Unterricht beinhaltete am Ende der 9. Klasse ein zweiwöchiges Wehrlager für die Jungen und einen Lehrgang in Zivilverteidigung (unter anderem Ausbildung in Erster Hilfe) für die Mädchen und diejenigen Jungen, die nicht in das Wehrlager fuhren. Dies war in den ersten Jahren noch die Mehrheit der Jungen, da es noch nicht genug Plätze im Wehrlager gab. Gegen Ende der DDR-Zeit nahmen fast alle Jungen am Wehrlager teil. Diese wurden größtenteils auf den Anlagen und mit Ausrüstungsgegenständen der Gesellschaft für Sport und Technik durchgeführt. Die Struktur in den Wehrlagern ähnelte sehr der einer militärischen Einheit. Als Gruppenführer wurden vorwiegend Schüler, die den Offiziers- oder Unteroffiziersberuf ergreifen wollten, und als Zugführer zumeist Offiziersschüler der NVA eingesetzt.
In der 8. Klasse erfolgte für die Mehrheit der Jugendlichen der Wechsel von den Thälmann-Pionieren zur einzigen staatlichen Jugendorganisation Freie Deutsche Jugend (FDJ), ebenso wie die staatlich organisierte Jugendweihe mit 14 Jahren. Bereits in der 7. Klasse fanden monatlich Vorbereitungsstunden für die Aufnahme in die FDJ statt.
Die oberen Klassen der Oberstufe boten den Schülern seit Ende der 1970er-Jahre darüber hinaus differenzierende Wahlfächer an, die den Neigungen und Interessen der Schüler größeren Raum bieten sollten.

## Unterricht und Stundentafel

### Stundentafel für die zehnklassige allgemeinbildende polytechnische Oberschule 1959
angewiesen in
| Klasse                         | 1  | 2  | 3  | 4  | 5  | 6  | 7  | 8  | 9  | 10 |  |
| Obligatorischer Unterricht     |    |    |    |    |    |    |    |    |    |    |  |
| Deutsche Sprache und Literatur | 9  | 12 | 14 | 16 | 7  | 6  | 5  | 5  | 5  | 4  |  |
| Russisch                       | –  | –  | –  | –  | 6  | 5  | 4  | 3  | 3  | 3  |  |
| Mathematik                     | 6  | 6  | 6  | 6  | 6  | 6  | 6  | 5  | 5  | 5  |  |
| Physik                         | –  | –  | –  | –  | –  | 3  | 3  | 3  | 3  | 4  |  |
| Chemie                         | –  | –  | –  | –  | –  | –  | 2  | 3  | 3  | 4  |  |
| Biologie                       | –  | –  | –  | –  | 3  | 2  | 2  | 2  | 2  | 2  |  |
| Geographie                     | –  | –  | –  | –  | 2  | 2  | 2  | 2  | 2  | 1  |  |
| Astronomie                     | –  | –  | –  | –  | –  | –  | –  | –  | –  | 1  |  |
| Technisches Zeichnen           | –  | –  | –  | –  | –  | –  | 1  | 1  | 1  | -  |  |
| ESP und UTP                    | –  | –  | –  | –  | –  | –  | 3  | 4  | 4  | 4  |  |
| Werken                         | 2  | 2  | 2  | 2  | 2  | 2  | –  | –  | –  | –  |  |
| Nadelarbeit                    | –  | –  | 1  | 1  | –  | –  | –  | –  | –  | –  |  |
| Geschichte                     | –  | –  | –  | –  | 1  | 2  | 2  | 2  | 2  | 2  |  |
| Staatsbürgerkunde              | –  | –  | –  | –  | –  | –  | 1  | 1  | 1  | 2  |  |
| Kunsterziehung                 | 1  | 1  | 1  | 1  | 1  | 1  | 1  | 1  | 1  | –  |  |
| Musik                          | 1  | 1  | 1  | 1  | 1  | 1  | 1  | 1  | 1  | 1  |  |
| Turnen                         | 2  | 2  | 3  | 3  | 3  | 3  | 2  | 2  | 2  | 2  |  |
| Pflichtwochenstunden           | 21 | 24 | 28 | 30 | 32 | 33 | 35 | 35 | 35 | 36 |  |
|                                |    |    |    |    |    |    |    |    |    |    |  |
| Fakultativer Unterricht        |    |    |    |    |    |    |    |    |    |    |  |
| 2. Fremdsprache                | –  | –  | –  | –  | –  | –  | 4  | 4  | 3  | 2  |  |
| Nadelarbeit                    | –  | –  | –  | –  | 1  | 1  | –  | –  | –  | –  |  |
| Wochenstunden höchstens        | 21 | 24 | 28 | 30 | 33 | 34 | 39 | 39 | 38 | 38 |  |

|                         | 1    | 2    | 3    | 4    | 5    | 6    | 7    | 8    | 9    | 10   | 1-10 |
| % Geisteswissenschaften | 55,0 | 60,9 | 59,3 | 60,0 | 50,0 | 45,5 | 38,2 | 35,3 | 37,1 | 33,3 | 46,1 |
| % MNT                   | 35,0 | 30,4 | 29,6 | 30,0 | 40,6 | 45,5 | 55,9 | 58,8 | 57,1 | 61,1 | 46,1 |
| % Körpererziehung       | 10,0 | 8,7  | 11,1 | 10,0 | 9,4  | 9,1  | 5,9  | 5,9  | 5,7  | 5,6  | 7,9  |

Wie der Stundentafel entnommen werden kann, wurden im Vergleich zum zeitgenössischen und zum heutigen Schulsystem der Bundesrepublik Deutschland deutlich höhere Wochenstundenumfänge erteilt. Der Sonnabend als regulärer Unterrichtstag ermöglichte es, dass selbst in den höheren Klassen kaum langer Nachmittagsunterricht stattzufinden brauchte und die Oberstufenschüler an den Nachmittagsarbeitsgemeinschaften und -interessenszirkeln partizipieren konnten.
Die deutsche Sprache wurde in der Unterstufe besonders intensiv unterrichtet, was es zuließ, die sprachlogischen Lehrgänge in Orthographie und Grammatik vor der 10. Klasse abschließen zu können. Dies sicherte Raum für ein breites Repertoire von Literatur und schuf wegen der geringeren Wochenstundenzahl Raum für andere Fächer. Außerdem kam der Mathematik eine zentrale Rolle zu. Des Weiteren stechen die besonders hohen Stundenzahlen für die Naturwissenschaften, allen voran Physik und Chemie, hervor. Walter Ulbricht äußerte sich mehrmals zur wichtigen Rolle des Chemieunterrichts, da die chemische Industrie ein führender Wirtschaftszweig der DDR war und das Chemieingenieurwesen zur Bewältigung der „wissenschaftlich-technischen Revolution“ als unabdingbar angesehen wurde. Geographie gehörte zu den Naturwissenschaften, da die Inhalte der physischen Geographie die ökonomische und politische Geographie überwogen. Die Polytechnik als Kernelement der Oberschule war Bestandteil des Unterrichts von der 1. bis zur 10. Klasse und avancierte ab der 7. Klasse neben der Mathematik zum wichtigsten Fach.
Es ist auch ersichtlich, dass im Gegensatz zu den heutigen Gepflogenheiten fast aller Bundesländer die einmal eingeführten Fächer grundsätzlich durchgängig unterrichtet und nicht schuljahresweise ausgesetzt wurden.
Die Proportionen des Fachunterrichts zeigen insgesamt ein Gleichgewicht der geisteswissenschaftlichen Fächer und der mathematisch-naturwissenschaftlich-technischen Fächer (MNT-Fächer). Allerdings war der Unterricht in diesen Fächergruppen nicht gleichmäßig verteilt, sondern in der Unterstufe überwog der Deutschunterricht, während in der Oberstufe die MNT-Fächer den Schwerpunkt bildeten. Das Schwergewicht der „Oberschulbildung für alle Kinder“ lag nach der gründlichen und umfassenden Beherrschung der deutschen Sprache verbindlich auf Mathematik, Naturwissenschaften und Technik. Dies steht der seit 1958 gültigen Linie des gegliederten westdeutschen Schulsystems diametral gegenüber.
Einige Dinge wurden in verschiedenen Klassenstufen wiederholend und erweiternd behandelt. So wurde z. B. die Gründung der DDR dreimal behandelt, einmal im Geographie-Unterricht der 5. Klasse, dann im Staatsbürgerkunde-Unterricht der 7. Klasse und noch einmal im Geschichts-Unterricht der 10. Klasse.

### Stundentafel für die zehnklassige allgemeinbildende polytechnische Oberschule 1971
| Klasse                                   | 1     | 1     | 2  | 3  | 4  | 5  | 6  | 7   | 8    | 9    | 10  |
| Klasse                                   | 1. Hj | 2. Hj | 2  | 3  | 4  | 5  | 6  | 7   | 8    | 9    | 10  |
| Deutsche Sprache und Literatur           | 11    | 10    | 12 | 14 | 14 | 7  | 6  | 5   | 4+1  | 3+1  | 3   |
| Russisch                                 | –     | –     | –  | –  | –  | 6  | 5  | 3   | 3    | 3    | 3   |
| Mathematik                               | 5     | 5     | 6  | 6  | 6  | 6  | 6  | 6   | 4    | 5    | 4   |
| Physik                                   | –     | –     | –  | –  | –  | –  | 3  | 2   | 2    | 3    | 3   |
| Chemie                                   | –     | –     | –  | –  | –  | –  | –  | 2   | 4    | 2    | 2   |
| Biologie                                 | –     | –     | –  | –  | –  | 2  | 2  | 1   | 2    | 2    | 2   |
| Geographie                               | –     | –     | –  | –  | –  | 2  | 2  | 2   | 2    | 1    | 2   |
| Astronomie                               | –     | –     | –  | –  | –  | –  | –  | –   | –    | –    | 1   |
| Polytechnik                              | –     | –     | –  | –  | –  | –  | –  | 4   | 4    | 5    | 5   |
| davon ...... TZ                          | –     | –     | –  | –  | –  | –  | –  | (1) | (1)  | –    | –   |
| davon … ESP                              | –     | –     | –  | –  | –  | –  | –  | (1) | (1)  | (2)  | (2) |
| davon ...... PA                          | –     | –     | –  | –  | –  | –  | –  | (2) | (2)  | (3)  | (3) |
| Werken                                   | 1     | 1     | 1  | 1  | 2  | 2  | 2  | –   | –    | –    | –   |
| Schulgarten                              | –     | 1     | 1  | 1  | 1  | –  | –  | –   | –    | –    | –   |
| Geschichte                               | –     | –     | –  | –  | –  | 1  | 2  | 2   | 2    | 2    | 2   |
| Staatsbürgerkunde                        | –     | –     | –  | –  | –  | –  | –  | 1   | 1    | 1    | 2   |
| Kunsterziehung                           | 1     | 1     | 1  | 1  | 2  | 1  | 1  | 1   | 1    | 1    | –   |
| Musik                                    | 1     | 1     | 1  | 2  | 1  | 1  | 1  | 1   | 1    | 1    | 1   |
| Sport                                    | 2     | 2     | 2  | 2  | 3  | 3  | 3  | 2   | 2    | 2    | 2   |
| Pflichtwochenstunden                     | 21    | 21    | 24 | 27 | 29 | 31 | 33 | 32  | 32+1 | 31+1 | 32  |
| fakultativ                               |       |       |    |    |    |    |    |     |      |      |     |
| 2. Fremdsprache                          | –     | –     | –  | –  | –  | –  | –  | 3   | 3    | 3    | 2   |
| fakultative Kurse nach Rahmenprogramm(*) | –     | –     | –  | –  | –  | –  | –  | –   | –    | 2    | 2   |
| Nadelarbeit                              | –     | –     | –  | –  | 1  | 1  | –  | –   | –    | –    | –   |
| Wochenstunden höchstens                  | 21    | 21    | 24 | 27 | 30 | 32 | 33 | 35  | 35+1 | 34+1 | 34  |

Diese Stundentafel blieb bis 1989 in Kraft. Sie wurde lediglich dahingehend modifiziert, dass zu Beginn der 1980er Jahre die fakultativen Kurse nach Rahmenprogramm in der 9. und 10. Klasse der Oberstufe einsetzten und die ursprünglich als Reservestunde gedachte zusätzliche Unterrichtsstunde im Fach Deutsch für die 8. und 9. Klasse permanent eingebunden wurde.

### Fakultativer Unterricht
Der fakultative Kursunterricht wurde Ende der 1960er Jahre als Ansatz der Differenzierung konzipiert und konnte von den Schülern der Oberstufe in den Klassen 9 und 10 wahrgenommen werden. Hierfür wurde zunächst eine große Zahl von Arbeitsgemeinschaften nach allgemein verbindlichen Rahmenprogrammen (AGR) geschaffen, die den obligatorischen Unterricht als erweiternde oder vertiefende Lehrgänge ergänzen sollten. Wie in der Einheitsschule der DDR üblich, waren diese Zusatzkurse mit verwandten Pflichtfächern der Stundentafel didaktisch-methodisch weitreichend verzahnt. Der fakultative Unterricht sollte dazu dienen, den verschiedenen Interessen und Neigungen der älteren Oberschüler gerecht zu werden. Zugleich sollte gesteigerter Wert auf selbstständiges Lernen und wissenschaftliche Stoffaneignung gelegt werden, die die Schüler befähigen sollten, mit dem prinzipiellen Erkennen und Lösen von anspruchsvollen Problemen vertraut zu werden.
Einige Beispiele, welche Rahmenprogramme unter anderem für Arbeitsgemeinschaften in der Schulpraxis zur Verfügung standen:
- Über den atomaren Aufbau der Stoffe, Bodenfruchtbarkeit, Mikrobiologie, Agrochemie, Chemie des Wassers, Chemie des Erdöls, Chemie der Metalle, Angewandte Chemie, Astronautik, Astronomie, Chemische Technologie, Metallurgie, Maschinenbau, Bauwesen, Instandsetzung, Elektronische Datenverarbeitung, Elektronik, BMSR-Technik, Tier- und Futterproduktion
- Bildende Kunst, Darstellende Kunst, Musik, Literatur, Architektur, Sozialistische Architektur in der DDR, Umweltgestaltung, Ausgewählte Bereiche der Geschichte der deutschen Arbeiterbewegung, Grundfragen der marxistisch-leninistischen Philosophie

Anfang der 1980er Jahre wurden die Arbeitsgemeinschaften strenger systematisiert und unter der neuen Bezeichnung als fakultative Kurse nach Rahmenprogramm auf ein überschaubares Maß von zweiundzwanzig Lehrgängen reduziert:
- Mathematik
- Informatik
- Elektronik
- Technische Anwendungen der Physik
- Astronomie und Raumfahrt
- Chemie des Wassers
- Mikrobiologie
- Informationsverarbeitung und Prozeßautomatisierung
- Kfz-Technik
- Heimatliches Territorium
- Sozialistische Landeskultur
- Einführung in grundlegende Fragen der marxistisch-leninistischen Philosophie
- Ausgewählte Probleme der internationalen Politik der Gegenwart
- Ausgewählte Bereiche der Geschichte der deutschen und internationalen Arbeiterbewegung
- Zur Entstehung und Entwicklung des sozialistischen Weltsystems
- Forschen – Entwickeln – Gestalten
- Kochen – Servieren
- Nähen – Maschinelles Stricken
- Literatur
- Musik
- Kunsterziehung
- Russische Konversation.

Die Schüler waren verpflichtet, mindestens einen solchen fakultativen Kurs zu besuchen.

## Schulabschluss

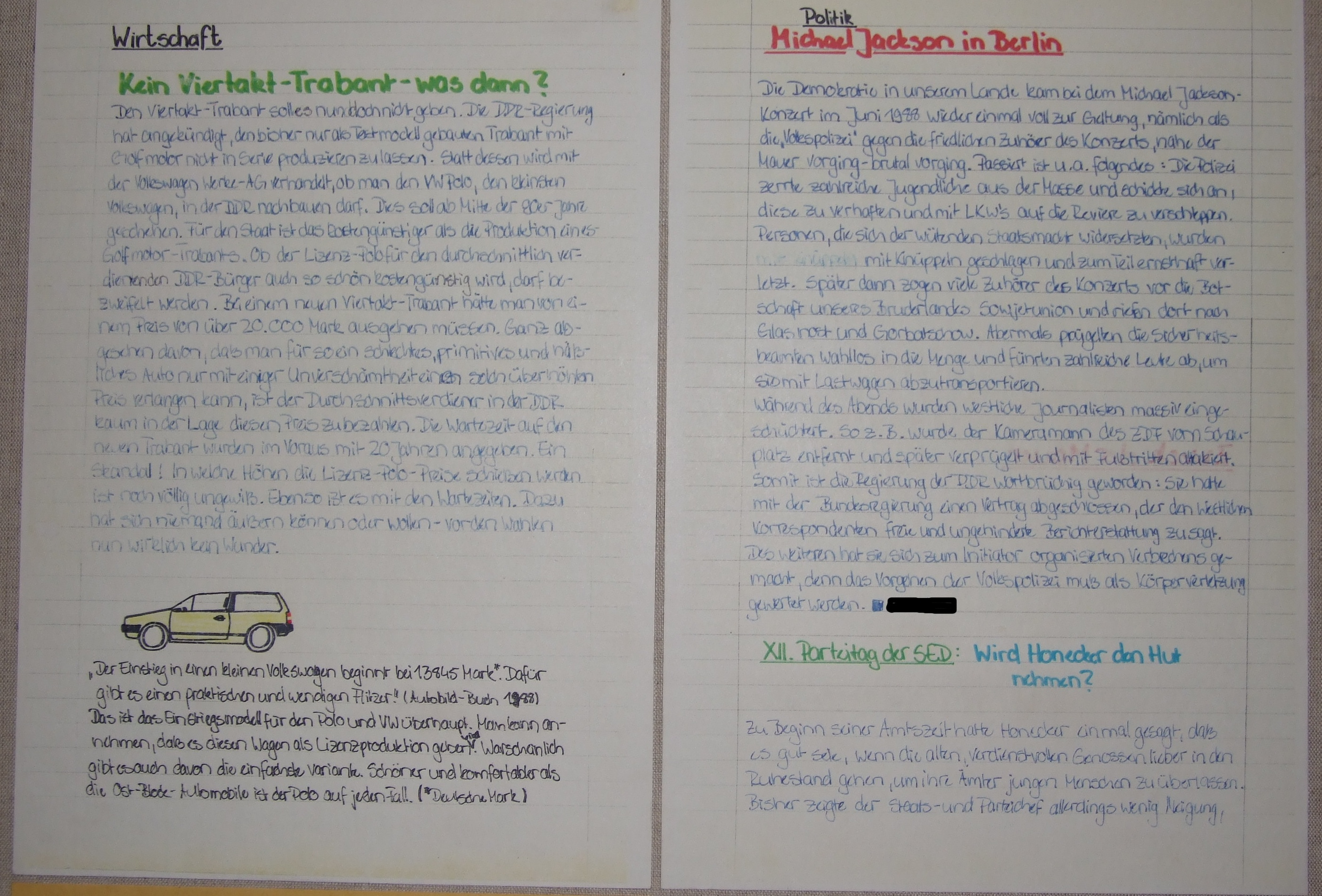
Beim MfS eingereichte DDR-kritische Aufsätze von Schülern der Hans-Beimler-POS Leipzig

Das Wort Schulabschluss stand ab 1959 in der Einheitsschule der DDR synonym für das erfolgreiche Absolvieren der 10. Klasse der polytechnischen Oberschule. In einer Woche legten die Schüler eine zentrale Abschlussprüfung ab. Diese bestand aus vier in der gesamten DDR einheitlichen schriftlichen Prüfungen:
- Deutsche Sprache und Literatur
- Mathematik
- Naturwissenschaft
- Fremdsprache (Russisch)

Die Organisation der Prüfungswochen änderte sich mehrfach. In den 1960er Jahren mussten die Prüfungsarbeiten in Deutsch, Mathematik und der Naturwissenschaft an drei aufeinanderfolgenden Tagen von Montag bis Mittwoch bestritten werden. Die Russischprüfung erfolgte eine Woche später. Später wurde dies etwas entzerrt. Während die Prüfungen in Mathematik, Deutsch und Naturwissenschaft in einer Woche verblieben, wenn auch mit jeweils einem freien Tag dazwischen, fand die Russischprüfung bereits einige Monate vorher statt. In den 1960er Jahren durfte die Naturwissenschaft vom Schüler frei aus einem der Fächer Physik, Chemie und Biologie gewählt werden. Später wurde nur eine verminderte Wahlfreiheit zugestanden: Für jede Abschlussprüfung gab das Ministerium für Volksbildung zwei der drei naturwissenschaftlichen Fächer nach einer speziellen Rotation vor. Zum Beispiel Physik–Chemie, im darauffolgenden Jahr Chemie–Biologie, im darauffolgenden Jahr Biologie–Physik und so fort. Dieses Muster wurde erst in den 1980er Jahren wieder aufgegeben.
Zusätzlich musste jeder Schüler die Sportprüfung absolvieren.
Einige Wochen nach den schriftlichen Prüfungen erfolgten die mündlichen Prüfungen. Obligatorisch musste jeder Schüler zwei mündliche Prüfungen absolvieren, maximal konnten fünf mündliche Prüfungen stattfinden. Wie viele Fächer und welche Fächer geprüft wurden, wurde von der Lehrerkonferenz für jeden Schüler individuell festgelegt. In der Regel wurde ein Schüler in Fächern geprüft, in denen die Zensuren keine eindeutige Bewertung ermöglichten, es konnten aber auch Wünsche der Schüler berücksichtigt werden. Ein Einspruchsrecht der Schüler gab es nicht.
In die Zeugnisnote flossen Vorzensur und Zensur der mündlichen Prüfung jeweils zu 50 % ein. Uneindeutige Leistungen wie bspw. 1,5 wurden gerundet, wobei das Prüfungsergebnis in der Regel den Ausschlag gab. Wurde ein Schüler in einem Fach schriftlich und mündlich geprüft, gingen die Einzelleistungen normalerweise mit jeweils 33 % ein.
Die Vorzensur eines Faches wurde den Schülern im Vorfeld der schriftlichen und mündlichen Prüfungen nicht mitgeteilt.
Das Abschlusszeugnis enthielt neben den Einzelnoten in den Fächern ein Gesamtprädikat (Mit Auszeichnung; Sehr gut; Gut; Befriedigend; Genügend; Ungenügend), das sich aus dem Notendurchschnitt ergab. Der Abschluss der 10. Klasse (POS) berechtigte zur Aufnahme einer qualifizierten Berufsausbildung zum Facharbeiter und einem Studium an einer Fachschule (Krankenschwester, Unterstufenlehrer und Krippen- bzw. Kindergartenerzieher waren ab den 1970er Jahren Fachschulausbildungen).
Der Staat garantierte die Zuteilung eines Ausbildungsplatzes für jeden Schulabgänger. Wer die Lernziele nicht erreichte oder frühzeitig in das Berufsleben einsteigen wollte, konnte bis in die 1970er Jahre mit dem Abschluss der 8. Klasse ausscheiden, was allerdings die Lehrzeit um ein Jahr verlängerte. In den späteren Jahren war das vorzeitige Beenden der POS nach der achten oder seltener nach der neunten Klasse auf Antrag der Eltern und Zustimmung der Schule ebenfalls möglich, wurde aber seltener praktiziert. Voraussetzung war die Absolvierung der zehnjährigen Schulpflicht, der Schüler musste also zwei Schuljahre wiederholt haben bzw. die Schulausbildung für weitere zwei Jahre an der Berufsschule fortsetzen. Mit den entsprechenden Abgangszeugnissen konnte eine Berufsausbildung in bestimmten Berufen, vorwiegend in den Bereichen Industrieproduktion, Handwerk und Landwirtschaft, absolviert werden, die dann allerdings oft nur einen Abschluss als (gering qualifizierter) Teilfacharbeiter zuließ.
Ein Abschlusszeugnis der POS wird heute in der Regel als dem Realschulabschluss gleichwertig anerkannt, ein Abgangszeugnis der 9. Klasse der POS wird einem Hauptschulabschluss gleichgestellt, ebenso ein Abgangszeugnis der 8. Klasse in Verbindung mit einem darauffolgenden Facharbeiterzeugnis.
Allgemein war das Niveau der Schulbildung an der POS vor allem im mathematisch-naturwissenschaftlichen und technischen Bereich höher als das an einer heutigen Realschule, während sie in den sprachlichen Fächern etwa dem heutigen Standard glich, wobei der Unterschied darin liegt, dass sechs Jahre lang Russisch als erste Fremdsprache gelehrt wurde und Englisch bzw. Französisch nur vier Jahre gelernt werden konnte, wobei die Teilnahme daran freiwillig war.
Schüler, die das Abitur ablegen wollten, wechselten nach der 10. Klasse an die erweiterte Oberschule (EOS). Bis 1981 gab es eine Regel, außer nach der 10. Klasse schon nach der 8. mit einer Abiturlaufbahn zu beginnen. Die Abiturschüler einer Schule wurden in einer sogenannten Vorbereitungsklasse (V-Klasse) zusammengefasst und belegten den 9.-Klassen-Jahrgang noch an ihrer bisherigen POS. Solange der Wechsel auf die EOS nach der 8. Klasse erfolgte, wurden an manchen Schulen die verbliebenen Schüler auf neue Klassen aufgeteilt, da der Klassenteiler nicht mehr erreicht wurde.
Alternativ dazu gab es in der DDR die Berufsausbildung mit Abitur. Schüler, die eine technische Fachrichtung an einer Fachschule oder einer Ingenieurhochschule studieren wollten, wählten häufig diesen Weg. Neben einem Abitur hatte man nach dreijähriger Lehrzeit eine mehr oder weniger intensive Berufsausbildung in dem ausgewählten Beruf. Der Berufspraxis wurde dabei nur unwesentlich weniger Stellenwert zugemessen als bei einer normalen Lehre, da die Schüler meist nach der Lehrausbildung auch in dieser Fachrichtung studierten.
Studenten, die diesen Bildungsweg wählten, hatten zwar mit ihren Erfahrungen in der praktischen Arbeit einen erheblichen Vorteil gegenüber EOS-Schülern, mussten die Abiturfächer Biologie bzw. Chemie jedoch an Volkshochschulen belegen, wenn sie diese für ihr geplantes Studium brauchten, da diese Fächer nicht an Berufsschulen unterrichtet wurden.
Schüler, die an einem Studium im (sozialistischen) Ausland interessiert waren, besuchten die ABF II in Halle.
Schüler der Einschulungsjahrgänge 1954–1958 legten neben dem Abitur 1966–1970 nach einer gleichzeitig erfolgten Berufsausbildung die Facharbeiterprüfung ab.

## Spezialisierung

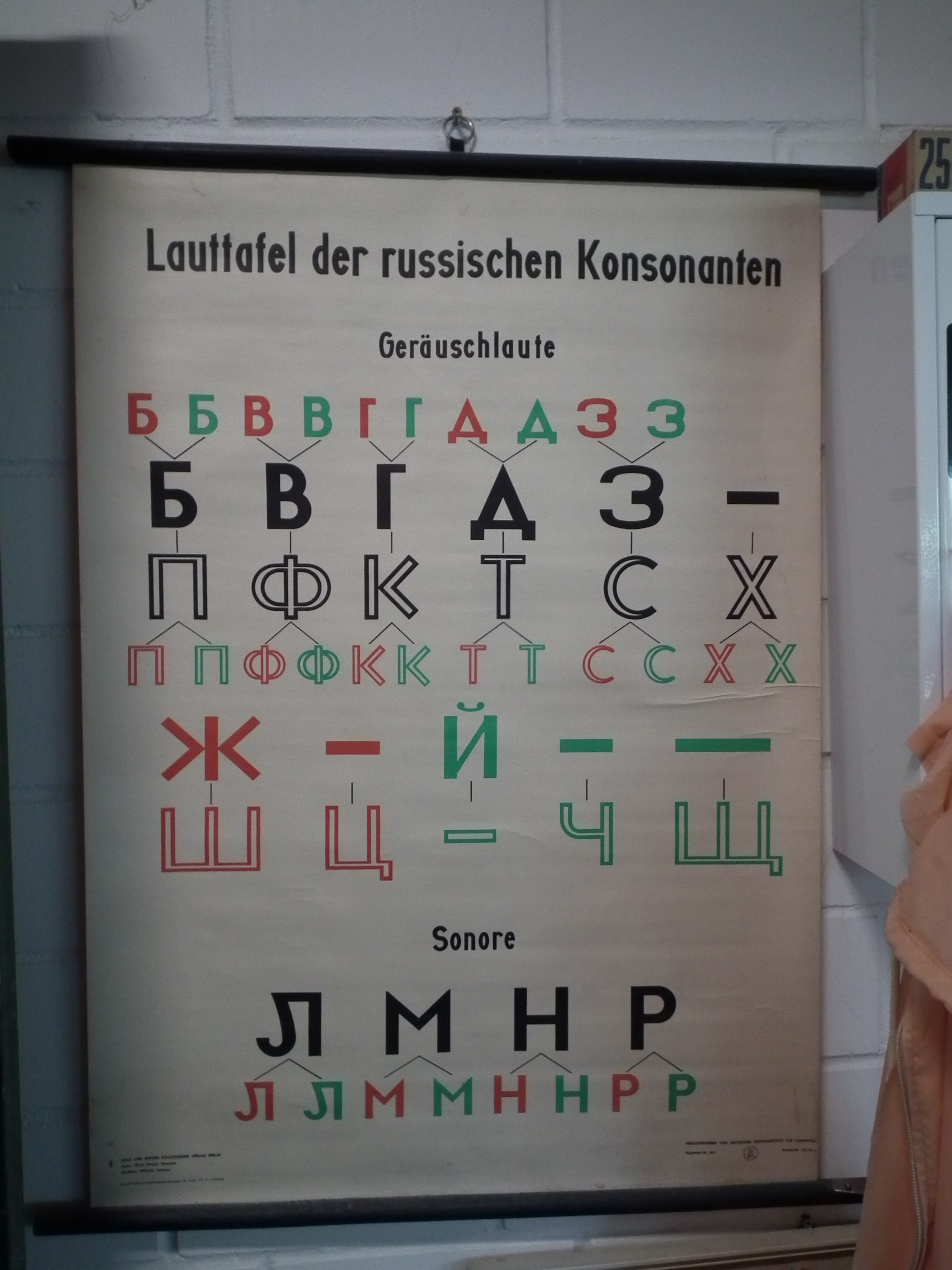
Lehrmittel für den Russischunterricht

Neben den „normalen“ Schulen gab es verschiedene sogenannte Spezialschulen unterschiedlicher Richtungen. Dies waren vor allem die Russischschulen, die Kinder- und Jugendsportschulen, die Spezialschulen mathematisch-naturwissenschaftlich-technischer Richtung und die Spezialschulen für Musik. Auf diese konnten Schüler kommen, die auf dem entsprechenden Gebiet besonders gute Leistungen zeigten; dies musste an manchen Schulen in einer Aufnahmeprüfung nachgewiesen werden. Ein Platz an einer Spezialschule war auch deshalb begehrt, da diese personell und finanziell besonders gut ausgestattet waren und der Übergang auf eine solche Schule oft vor der 9. Klasse erfolgte. Nachdem 1984 die erweiterte Oberschule erst mit der 11. Klasse begonnen hatte, gewannen manche Spezialschulen weiter an Reiz, da sich an diesen der Beginn mit der 9. Klasse nicht veränderte. An den Spezialschulen wurde in den Spezialfächern deutlich intensiver und mit einer erhöhten Stundenzahl unterrichtet.
Die Russischschulen (oder an mehrzügigen Schulen sogenannte R-Klassen) konnten ab der 3. Klasse besucht werden. Diese führten erweiterten intensiven Fremdsprachenunterricht durch, ohne von den sonstigen Anforderungen an polytechnischen Oberschulen abzulassen. Es gab kein spielerisches Heranführen der Kinder wie gegenwärtig in den Grundschulen, sondern ohne Zeitverzug setzte umfangreicher Grammatik- und Orthoepieunterricht ein, der in normalen polytechnischen Oberschulen erst mit der 5. Klasse begann. Das Fach Russisch erteilten jeweils zwei Lehrer pro Klasse, so dass die Lerngruppen sehr klein wurden. Diese Schulen waren relativ weit verbreitet und konnten auch ohne Internat besucht werden. Vergleichsweise selten gab es solche Schulen auch für die französische oder die englische Sprache. Weiterhin gab es in vielen Bezirken eine mathematisch-naturwissenschaftliche Spezialschule, auf die besonders mathematik- oder physikbegabte beziehungsweise -interessierte Schüler kamen.
Im Rahmen der staatlichen Sportförderung kam den Kinder- und Jugendsportschulen mit angeschlossenem Internat eine besondere Bedeutung zu, auf die Kinder je nach Sportart in verschiedenen Jahrgangsstufen wechseln konnten. Anders als bei den anderen Spezialschulen war hier ein Rückgang – bei nicht mehr genügender sportlicher oder auch schulischer Leistung – auf die Heimatschule durchaus normal.
In Berlin, Weimar, Dresden und Halle gab es außerdem noch sogenannte Spezialschulen für Musik. Die Schüler sollten direkt auf ein Studium an einer Musikhochschule vorbereitet werden. An diese Schulen wechselten die Schüler mit der 6. Klasse.

## Organisation und Methoden

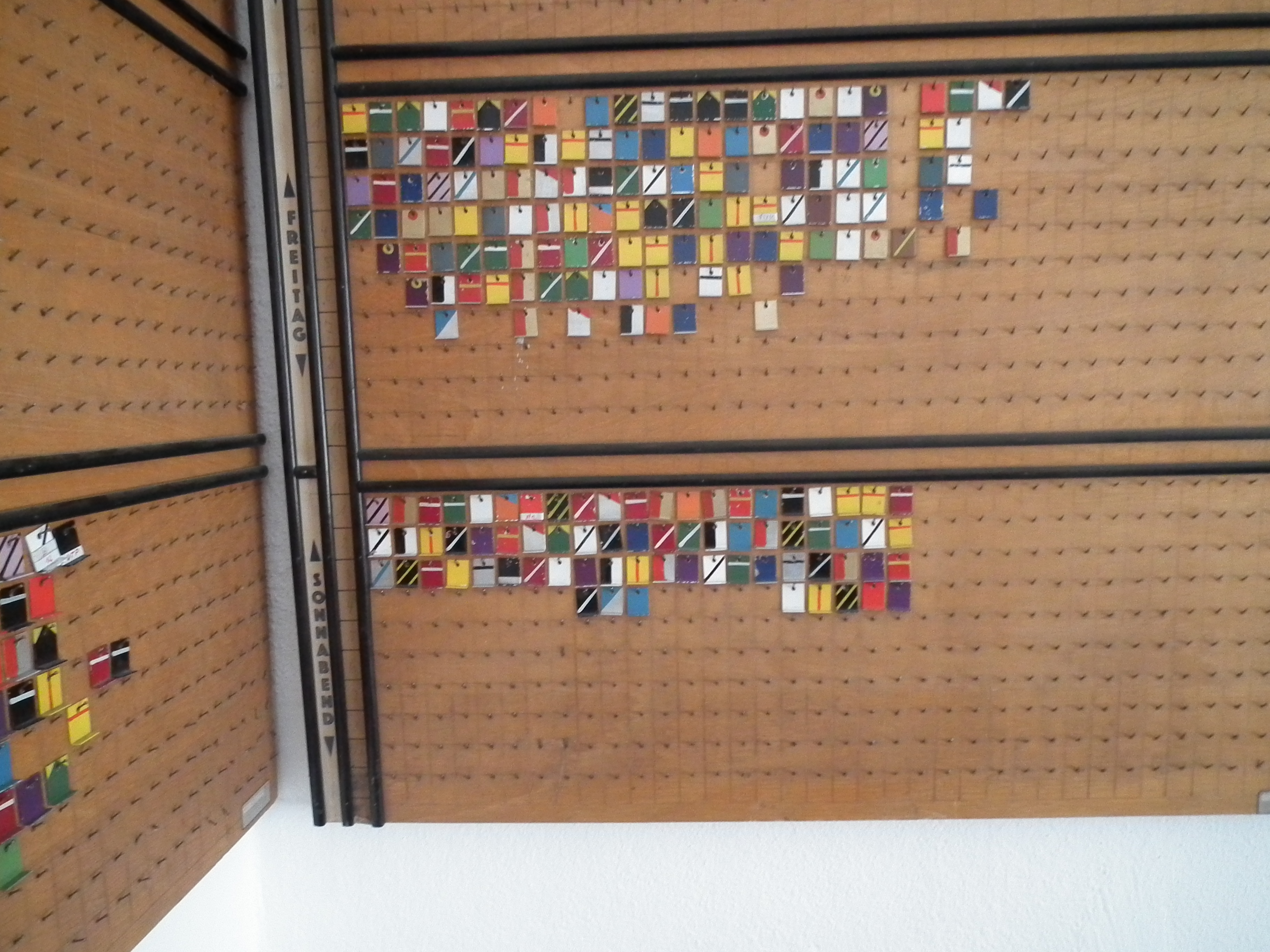
Symbolisierter Stundenplan für Freitag und Sonnabend für Lehrer im Lehrerzimmer einer 10-klassigen POS in der DDR. Für jeden Lehrer gab es ein Plättchen mit einem Symbol, wodurch jeder wusste, in welcher Klasse er eingesetzt wurde oder Vertretung hatte.

Ein Unterrichtstag bestand aus durchschnittlich sechs Unterrichtsstunden, die am Vormittag unterrichtet wurden. Unterstufenschüler hatten eine wöchentliche Unterrichtsbelastung von bis zu 30, Mittel- und Oberstufenschüler von höchstens 38 Schulstunden. 36 Wochenstunden stellten die Normbelastung dar, die für alle Schüler ab der 5. Klasse als zweifelsfrei zumutbar galt, aber die die Stundentafeln beim Pflichtunterricht nicht überschreiten sollten, um Spielraum nach oben zu lassen (für etwaigen verstärkten Sonderunterricht im Falle von Unwegsamkeiten beim Schulwechsel oder für weiterführende fakultative Angebote). Doppelstunden (90 Minuten) gab es nur in den oberen Klassen zur Durchführung geschlossener Themen (Experimente), zum Schreiben von umfangreichen Klassenarbeiten oder Aufsätzen, in den Fächern mit praktischer oder körperlicher Betätigung oder zur Vorbereitung der schriftlichen Prüfungen. Nachmittagsunterricht mit ein bis zwei Unterrichtsstunden (7. und 8. Stunde) an einigen Wochentagen begann mit der 7. Klasse. Bis zum März 1990 war der Sonnabend normaler Schultag mit verkürztem Unterricht; in den unteren Klassen zwei bis drei und in den höheren nicht mehr als fünf Stunden. Offiziell wurde am 5. März 1990 der Sonnabend als Unterrichtstag abgeschafft, einige Schulleiter taten dies jedoch (meist in Rücksprache mit den zuständigen Schulämtern) schon früher. Der Unterrichtsbeginn variierte je nach Schule zwischen 7:00 und 8:00 Uhr. Im Ausnahmefall, der sogenannten nullten Stunde (Beginn beispielsweise 6:40 Uhr bei normalem Schulbeginn um 7:30 Uhr), konnte er jedoch noch früher liegen.
Im DDR-Fernsehen wurden am Vormittag und frühen Nachmittag regelmäßig Schulfernsehsendungen für die folgenden Fächer ausgestrahlt und öfter wiederholt:
1. Chemie
2. ESP (Einführung in die sozialistische Produktion)
3. Geschichte
4. Heimatkunde
5. Literatur
6. Physik
7. Staatsbürgerkunde
8. Russisch (Мы говорим по-русски – Wir sprechen Russisch)
9. Geographie
10. Englisch (English for you).

Zur Unterstützung gab es für den Sprachunterricht die Zeitschrift По Свету (Po Swetu) mit Artikeln auf Russisch, aber auch auf Englisch und Französisch und für den Mathematikunterricht die Zeitschrift alpha.

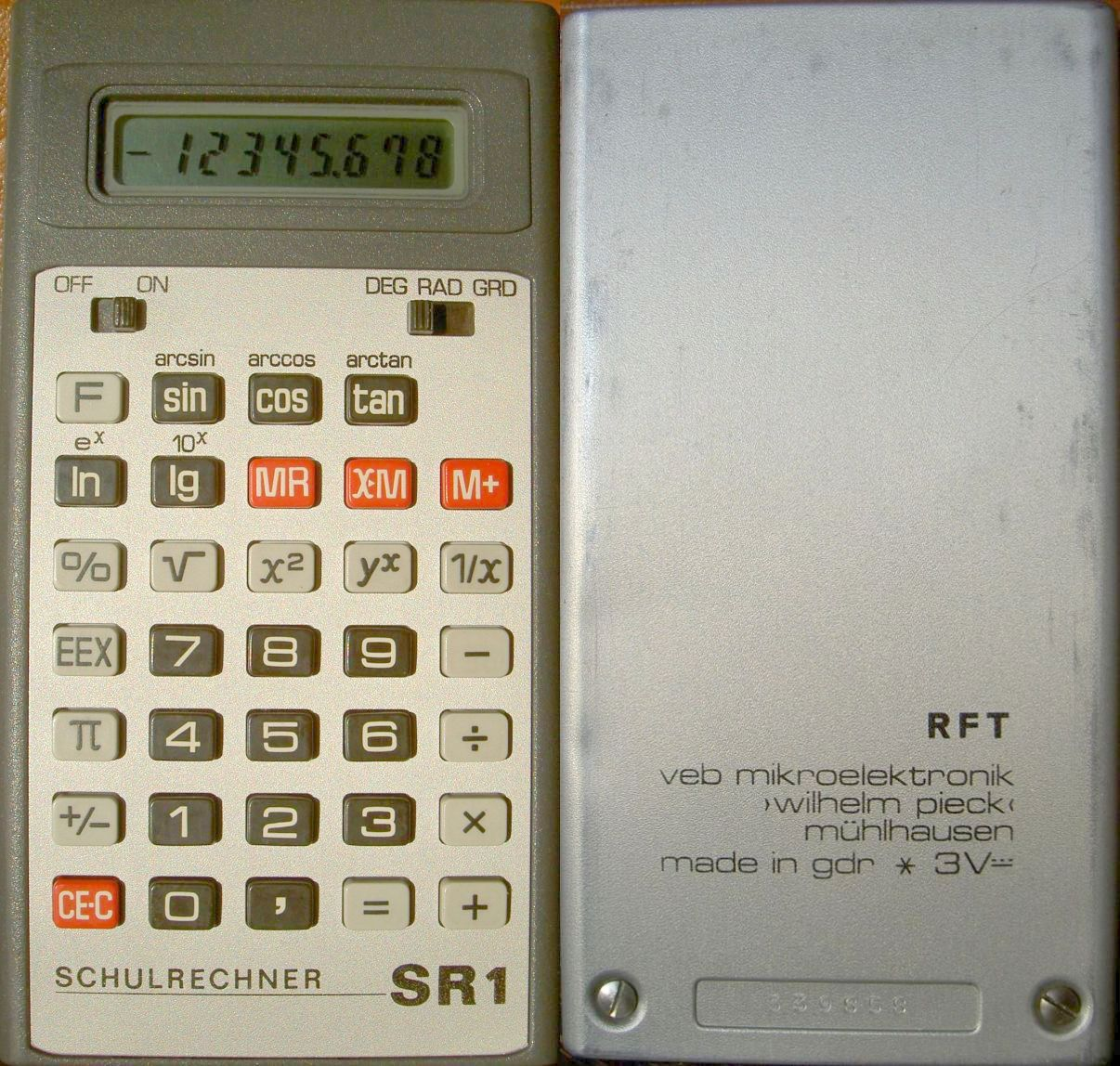
Schul-Rechner 1

Nachdem lange Zeit der Rechenschieber und das Tafelwerk als Rechenhilfe verwendet worden waren, wurde ab dem Schuljahr 1984/85 (beginnend mit den 11. Klassen der EOS) und ab dem Schuljahr 1985/86 ab der 7. Klasse der POS, der Schultaschenrechner SR1 eingesetzt, der für subventionierte 123 Mark der DDR (1985: frei 460 Mark) erworben werden konnte oder (wenn auch nur sehr selten) von der Schule zur Verfügung gestellt wurde. 1987 fanden die letzten Abschlussprüfungen der 10. Klasse in Mathematik statt, die ausschließlich mit dem Rechenschieber und Logarithmentafeln bewältigt werden mussten. In den Zwischenjahrgängen wurde der Taschenrechner zentral ab dem Schuljahr 1987/88 parallel zu Rechenschieber und Tafelwerk eingeführt.

## Änderungen in der Zeit der Wende

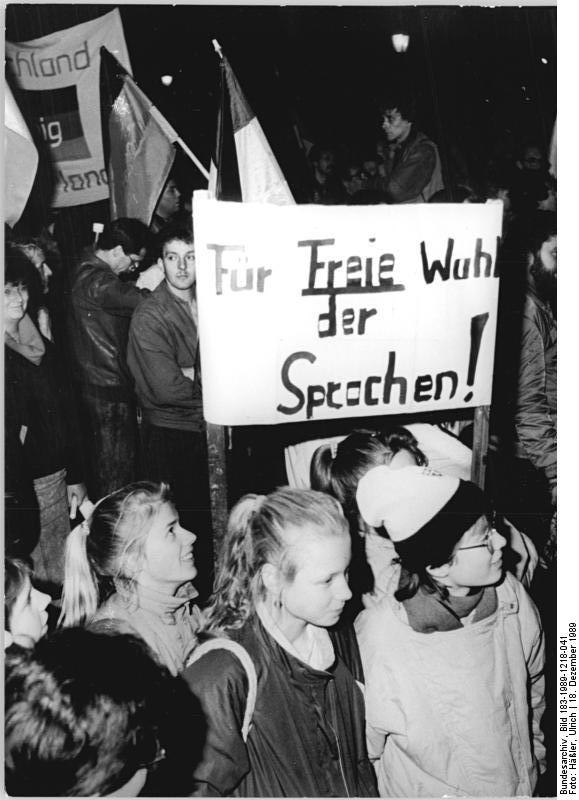
Für Bildungsfreiheit und Wiedervereinigung demonstrierten Tausende Dresdner am Vorabend des Arbeitsbesuches des Bundeskanzlers Helmut Kohl der BRD. Mit dabei ein Protestbanner, was „Freie Wahl der Sprachen!“ fordert. (18. Dezember 1989, Dresden)

In der Zeit der politischen Wende 1989/90 und unmittelbar danach entbrannte eine heftige Diskussion über das Schulsystem der DDR. Die Verantwortung für die Schulpolitik wurde den Bundesländern übertragen, daher fielen die Veränderungen je nach Bundesland unterschiedlich aus.
In allen Ländern trat das Fach Gemeinschaftskunde an die Stelle von Staatsbürgerkunde, der Wehrunterricht entfiel. Die Fächer TZ, ESP und PA wurden durch das Fach Technik ersetzt. Auch wurden die ideologische Indoktrination und die Bevormundung bezüglich der Zulassung zur EOS beseitigt. Die Pflicht, Russisch als erste Fremdsprache zu lernen, wurde zu einem Angebot heruntergestuft, das sich aber in der Praxis nicht gegen Englisch als erste Fremdsprache durchsetzen konnte.
Überwiegend wurde das Prinzip der Einheitsschule durch die frei gewählten Landesparlamente durch das gegliederte Schulsystem ersetzt. Auch der Name „polytechnische Oberschule“ verschwand aus dem Sprachgebrauch.